# Laurent-Désiré Kabila
Pour les articles homonymes, voir Kabila et Mzee.
Laurent-Désiré Kabila, né le 27 novembre 1939 à Jadotville (aujourd'hui Likasi) et mort le 16 janvier 2001 à Kinshasa, est un homme d'État congolais. Il est président de la république démocratique du Congo de mai 1997 jusqu’à son assassinat en janvier 2001.
Il est engagé à partir des années 1960 contre le régime de Mobutu. Il parvient finalement à renverser ce dernier en 1997, lors de la première guerre du Congo avec le soutien rwandais et ougandais en tant que chef de l'Alliance des forces démocratiques pour la libération du Congo (AFDL). Un an après sa prise du pouvoir, il doit faire face à la deuxième guerre du Congo lorsqu'il ordonne l'expulsion de toutes les troupes étrangères du pays et ses anciens alliés rwandais et ougandais soutiennent alors plusieurs groupes rebelles contre son gouvernement dont le Rassemblement congolais pour la démocratie (RCD) et le Mouvement de libération du Congo (MLC). Au cours de la guerre, il est assassiné par l'un de ses gardes du corps, Rashidi Mizele. Son fils, Joseph Kabila, lui succède quelques heures plus tard.
Il est surnommé Mzee, littéralement « le Sage » en swahili. Laurent-Désiré Kabila a le titre de « héros national » dans son pays.

## Biographie

### Jeunesse
Né le 27 novembre 1939, selon plusieurs biographes et témoins, ou le 27 novembre 1941, selon un entretien de 1999, à Jadotville (l'actuelle Likasi) dans le Haut-Katanga, Laurent-Désiré Kabila appartenait aux ethnies Luba par son père et Lunda par sa mère. S'il est certain qu'il a accompli ses études secondaires à l'institut Saint-Boniface d'Élisabethville (Lubumbashi), ses études universitaires à l'étranger (Paris, Tachkent ou Belgrade et plus tard à Dar es Salaam) sont controversées. Ce flou a été entretenu par Kabila lui-même, car le lieu des études était une information personnelle de par sa nature politique et symbolique.

### Engagement politique et guérilla
Ses premières luttes remontent au début des années 1960, durant la crise congolaise qui accompagne et suit l'accès à l'indépendance du Congo belge.
D’août 1960 à janvier 1961, il lutte contre la gendarmerie katangaise dans les rangs de la jeunesse du Parti Balubakat (Jeubakat), le parti qui regroupe les membres de l'ethnie des Lubas. Jason Sendwé, chef de la Balubakat, remarque ses talents d’orateur et le nomme « colonel » des jeunesses, en fait des milices balubakats au Katanga. Il sort de l'anonymat en septembre 1963 lors de la création du Comité national de libération (CNL), formation politique nationaliste (lumumbiste) et révolutionnaire qui veut éliminer par la lutte armée le gouvernement Adoula. Il y est secrétaire général aux Affaires sociales, Jeunesse et Sports. Quelque temps plus tard, ses milices se rallient à l’insurrection déclenchée par les forces lumumbistes ; en juillet 1964, lors de la prise d'Albertville (l'actuelle Kalémié), capitale du Nord-Katanga, par l'Armée populaire de libération, on le retrouve vice-président d'un « gouvernement provisoire » qui ne durera que quelques mois. Au début de l'année 1965, il se replie au Kivu où il est nommé chef des opérations militaires par un pouvoir rebelle qui contrôle à cette époque plus du tiers du territoire congolais. Il est toutefois plus présent dans les capitales étrangères d'Afrique orientale (Nairobi et Dar es Salaam) que dans les maquis qu'il paraît diriger de loin. Lorsque Che Guevara le rencontre à Dar es Salaam en février 1965, il est de prime abord séduit par lui. Le jugement du Che sur le sérieux des chefs congolais sera ensuite très négatif, y compris sur Kabila auquel il reproche d'être toujours absent du front. D’après le témoignage de Che Guevara qui essaya, entre avril et novembre 1965, d’appuyer les dirigeants des fronts du mouvement rebelle et les maquisards de Kabila établis dans la zone de Fizi-Baraka, sur les rives du lac Tanganyika, Kabila et son groupe étaient plus « contrebandiers » que « rebelles », considérant qu'ils ne réussiraient jamais à se transformer en une force révolutionnaire.
Kabila proclama l'indépendance de la République du Maquis de Fizi le 24 octobre 1967, transformant son territoire de guérilla en un État socialiste d'inspiration maoïste. Durant les premières années de sa direction du territoire, il fut le chef «révolutionnaire » incontesté et l'administrateur effectif du Maquis de Fizi dans l'extrême sud du Kivu. Il maintint sa base principale autour de Hewa Bora. À partir de la fin des années 1970, cependant, il fut accusé de népotisme et de devenir un marchand tirant des profits substantiels du commerce de l'or et de l'ivoire, dont il détenait le monopole dans la république, dont il était le principal dirigeant. Il maintint la direction du Maquis de Fizi sous la forme d'une structure à parti unique, centrée sur le Parti de la révolution du peuple (PRP), de 1967 à 1986.
Après l'effondrement de celui-ci en 1985 (guerres de Moba), on perd la trace de Kabila, dont certains commentateurs affirment qu'il aurait été dans l'entourage d'un autre rebelle, John Garang, chef du plus important maquis soudanais. Résidant principalement à Dar es Salaam, on l'aperçoit aussi à Kampala, en Ouganda, où il entretient des liens amicaux avec le président Yoweri Museveni. Pendant la longue « transition démocratique » zaïroise (1990-1996), ni lui, ni le parti qu'il a fondé en 1967 dans les maquis du Kivu, le Parti de la révolution populaire (P.R.P.), ne participent à la Conférence nationale souveraine qui doit amener le Zaïre vers la IIIe République et qu'il considérera toujours comme une institution « à la solde de Mobutu ».

### Prise de pouvoir
Kabila sort soudainement de l'ombre en septembre 1996 : il signe à Gisenyi (Rwanda) avec trois autres « rebelles » et exilés zaïrois un protocole d'accord créant l'Alliance des forces démocratiques pour la libération du Congo-Zaïre (AFDL) dans lequel les quatre participants s'engagent à œuvrer pour chasser Mobutu du pouvoir. Mais un seul des signataires dispose de combattants pour ce projet. Ils devront donc compter au départ uniquement sur l'apport des troupes et de la logistique militaire des armées rwandaise, ougandaise puis angolaise. Commence alors l'étonnante « anabase » militaire et politique qui, en quelques mois, conduit l'AFDL du Kivu à Kinshasa, conquise sans effusion de sang le 17 mai 1997, au lendemain de la fuite précipitée, le 16 mai, du « grand léopard » qui disparaît sans soulever d'émotion dans son pays. Au fil d'une fulgurante avance qui l'étonne lui-même, dit-on, Kabila constitue vaille que vaille un semblant d'armée congolaise, composée essentiellement de jeunes recrues — enfants-soldats — ou de déserteurs des anciennes forces armées zaïroises. Par la suite, il réussira progressivement à éliminer ou à contenir politiquement les trois anciens fondateurs de l'AFDL dont il n'était au début que le « porte-parole ».
Proclamé président, Laurent-Désiré Kabila, qui prétendait n'avoir jamais été Zaïrois efface toute référence à cette dénomination née en 1971 par décision de son prédécesseur : le pays retrouve son nom d'origine, le fleuve est à nouveau rebaptisé Congo, le franc congolais se substitue au nouveau Zaïre, l'hymne national, la devise du pays sont changés.

### Gouvernement
La légitimité du gouvernement de salut public qu'il a mis en place en juin 1997 s'avérera cependant précaire : outre l'absence de cohésion liée à une « victoire » trop rapidement acquise, le nouveau pouvoir est vite perçu comme étant téléguidé de l'extérieur et dirigé par des non-Congolais : les postes clés des Affaires étrangères, de la Sûreté nationale et de l'Armée sont surtout aux mains de Tutsis d'origine rwandaise et ougandaise. Lorsque, moins d'un an après sa victoire, Kabila, de plus en plus lié à une influence katangaise qui « monte », décide soudainement de se débarrasser de ses encombrants alliés en renvoyant chez eux, en vingt-quatre heures, les officiers et soldats rwandais et ougandais qui l'ont aidé à s'emparer du pouvoir, il est immédiatement confronté à une tentative de coup d'État suivie par une nouvelle rébellion dans l'Est du pays montée et dirigée une fois encore par des officiers et des soldats des armées rwandaise et ougandaise. L'appui militaire de pays comme le Zimbabwe, la Namibie, l'Angola et le Tchad est acquis à Kabila, mais la guerre s'enlise sur tous les fronts et son issue reste douteuse.
À partir de 1998, juste après sa rupture avec le Rwanda et l'Ouganda, Kabila règne en autocrate : il prend plusieurs décisions autoritaires, nomme personnellement les députés, emprisonne les opposants politiques — notamment Étienne Tshisekedi, Zhaïdi Ngoma, Olengankoy — ainsi que plusieurs journalistes étrangers ou nationaux.
En 1999, il abolit l'AFDL, crée le CPP (Comité du pouvoir populaire), et fonde, en 2000, un nouveau parlement formé de 300 députés.

### Assassinat
Alors qu'il se trouve isolé politiquement et diplomatiquement, Laurent-Désiré Kabila est abattu dans des circonstances non encore éclaircies, au début de l'après-midi du 16 janvier 2001, soit 40 ans jour pour jour après l'assassinat de Patrice Lumumba, dans sa résidence, le palais de Marbre, à Kinshasa, par un ancien enfant-soldat devenu membre de sa garde, Rashidi Mizele, qui est abattu sur place quelques instants plus tard par l'aide de camp Eddy Kapend,. Dans ses affaires, on trouvera une missive signée de l'attachée militaire de l'ambassade américaine de l'époque : « en cas de problème, contactez ce numéro ». Le docteur Mashako Mamba, présent à cet instant, tente vainement de réanimer le président assassiné. Le gouvernement déclarera plus tard que le président Kabila était encore vivant au moment où il était transporté d'urgence vers un hôpital au Zimbabwe, ce « temps mort » permettant aux autorités d'organiser la succession dans le climat tendu des heures qui ont suivi.
Le jour de l'assassinat, une délégation iranienne attendait d'être reçue par le président Kabila, pour une tractation visant à fournir l'Iran en uranium provenant de la province congolaise du Katanga.
Bien d'autres pistes viendront entourer de zones d'ombre cet assassinat non élucidé. Ainsi, le soir même du meurtre, onze ressortissants libanais liés au milieu du diamant, cibles d'une campagne punitive, sont enlevés dans la capitale congolaise et exécutés sommairement. Le procès, devant une cour militaire, des personnes accusées de l’attentat sera dénoncé alors « avec force » par la communauté internationale et régulièrement remis en cause. La justice congolaise, faute d'avoir réussi à arrêter les coupables, condamnera de façon ubuesque plus d'une centaine de prévenus, militaires et civils, dont quatre enfants-soldats, innocents pour la plupart, et dont une cinquantaine croupissaient encore, huit ans plus tard, dans la prison centrale de Makala à Kinshasa dans des conditions dégradantes. L'aide de camp et colonel Eddy Kapend, l'un des cousins de Kabila, considéré comme le chef de file du complot, et vingt-cinq autres personnes — dont Antoine Vumilia, qui était son chef de la sécurité — seront condamnés à mort en janvier 2003 sans que la peine prononcée soit exécutée. Certaines personnes furent aussi accusées d'avoir participé à un complot visant à renverser le fils du président défunt, et en particulier le conseiller spécial de Kabila père, Emmanuel Dungia, ancien ambassadeur en Afrique du Sud.
À l'occasion de la nouvelle année 2021, le président Félix Tshisekedi gracie les personnes condamnées pour l'assassinat de Laurent-Désiré Kabila, dont Eddy Kapend.

### Succession
Un « comité de crise » réunit les ministres d'État Gaëtan Kakudji, des Affaires étrangères, Abdoulaye Yerodia, et de la Justice, Mwenze Kongolo, sitôt après l’assassinat de Laurent-Désiré Kabila et finit par désigner son fils Joseph pour lui succéder. Par cet acte, les autorités déclarent avoir accompli la volonté du président décédé, qui avait désigné pour lui succéder, en cas de décès, son fils Joseph, alors « numéro deux » de l'armée, selon son « témoignage verbal » rapporté par le ministre de la Justice de l'époque Mwenze Kongolo, et, l'aide de camp et colonel Eddy Kapend. Le militaire, qui contrôlait les généraux de Kabila après sa mort pendant le processus de la succession, sera d’ailleurs accusé plus tard d’avoir tenté de s’approprier le pouvoir. Le jour de l'assassinat, Gaëtan Kakudji, numéro deux du gouvernement, décrète un couvre-feu sur toute l’étendue de la capitale : « l'instauration du couvre-feu à Kinshasa a été ordonnée par le président Laurent-Désiré Kabila », dit-il à la presse. Le 26 janvier, Joseph Kabila est investi président de la République.